# Цетињски летопис
Цетињски летопис, познат и као Цетињска хрисовуља и Цетињска хроника је збирка рукописа (писма, документи, извештаји и песме), које је сакупио митрополит Василије III Петровић Његош, и који је и сам аутор неколико текстова у њему. Садржи 81 листова димензија 32 цм х 21,5 цм писаних српском ћирилицом. Чува се у Цетињском манастиру. Постоје и друге верзије ове збирке, која нису идентична оригиналу, јер су оригиналне текстове преписивали и преводили на савремени језик различити људи, у различитим временима. Неки од примерака се чувају у Одеси и Санкт Петербургу.
Зборник је до 19. века био познат као Цетињска хрисовуља. Од тог времена се назива хроника или летопис, понегде се среће и као Црнојевића хрисовуља или Цетињска хроника, јер се чува у Цетињском манастиру, који је саградио Иван Црнојевић 1484. године.